# Шокпар (станция)
Шокпар (каз. Шоқпар) — станция в Шуском районе Жамбылской области Казахстана. Входит в состав Шокпарского сельского округа. Находится примерно в 55 км к северо-востоку от города Шу. Код КАТО — 316641500.

## Население
В 1999 году население станции составляло 1175 человек (605 мужчин и 570 женщин). По данным переписи 2009 года, в населённом пункте проживало 1128 человек (555 мужчин и 573 женщины).